# Myszoskocz arabski
Myszoskocz arabski (Gerbillus dasyurus) – gatunek ssaka z podrodziny myszoskoczków (Gerbillinae) w obrębie rodziny myszowatych (Muridae), występujący na Bliskim Wschodzie.

## Zasięg występowania
Myszoskocz arabski występuje w południowej Turcji, Syrii, Libanie, Izraelu, Palestynie, Jordanii, Egipcie (Synaj), Iraku i na Półwyspie Arabskim.

## Taksonomia
Gatunek po raz pierwszy zgodnie z zasadami nazewnictwa binominalnego opisał w 1842 roku niemiecki przyrodnik Johann Andreas Wagner, nadając mu nazwę Meriones dasyurus. Holotyp pochodził z Synaju, w Egipcie.
G. dasyurus był wcześniej umieszczony w rodzaju Dipodillus, ale badania molekularne wykazały, że rodzaj Dipodillus jest nieważny. Autorzy Illustrated Checklist of the Mammals of the World uznają ten takson za gatunek monotypowy.

### Etymologia
- Gerbillus: fr. gerboa lub jerboa „myszoskoczek”, od arab. ‏جَرْبُوع‎ jarbū „mięśnie grzbietu i lędźwi”; łac. przyrostek zdrabniający -illus[12].
- dasyurus: gr. δασυς dasus „włochaty, kudłaty”; ουρα oura „ogon”[13].

## Morfologia
Długość ciała (bez ogona) 70–110 mm, długość ogona 85–140 mm, długość ucha 9–16 mm, długość tylnej stopy 20–27 mm; masa ciała 15–35 g.

## Ekologia
Myszoskocz arabski żyje na pustyniach, półpustyniach i skalistych wzgórzach, do 2000 m n.p.m. Prowadzi naziemny, samotny tryb życia, kopie nory.

## Populacja
Jest to pospolity gatunek, zamieszkujący duży obszar. W Izraelu występuje w obszarach chronionych. Międzynarodowa Unia Ochrony Przyrody uznaje go za gatunek najmniejszej troski.